# 10. dzielnica Paryża

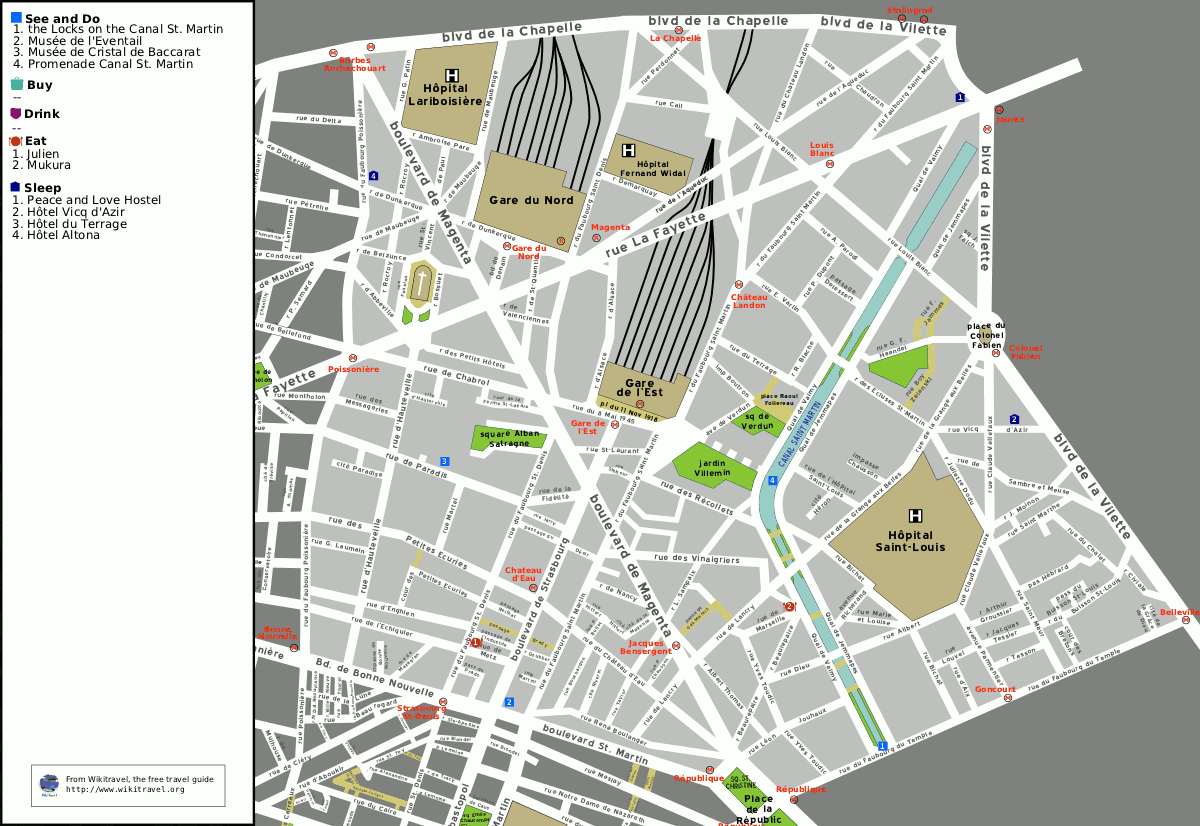
Plan 10. dzielnicy Paryża

10. dzielnica Paryża (fr. 10e arrondissement de Paris) – jedna z dwudziestu dzielnic Paryża.

## Podział
Każda z dwudziestu dzielnic Paryża podzielona jest na cztery mniejsze jednostki administracyjne: quartiers. 2. dzielnica dzieli się na:
- Quartier Saint-Vincent-de-Paul
- Quartier de la Porte-Saint-Denis
- Quartier de la Porte-Saint-Martin
- Quartier de l'Hôpital-Saint-Louis

Od lat 80. XX w. północna część 10. dzielnicy jest zamieszkana przez ludność tamilską, która wyemigrowała ze Sri Lanki ze względów politycznych. Skupisko ludności tamilskiej skoncentrowane jest zwłaszcza na rue du Faubourg-Saint-Denis, między Gare du Nord a stacją metra La Chapelle.